# Paul Giamatti
Paul Edward Valentine Giamatti (* 6. června 1967, New Haven, Connecticut, USA) je americký herec, dvojnásobný držitel ceny Zlatý glóbus a držitel Ceny Emmy.
Herecké povolání zdědil po své matce, která je herečkou. Na Univerzitě v Yale vystudoval dramatické umění a angličtinu. Ve filmu a v televizi se objevuje od počátku 90. let 20. století. Zprvu šlo o výrazného představitele malých, vedlejších a epizodních rolí.
Svoj první velkou a velmi výraznou hlavní roli ztvárnil poprvé v roce 2004 ve filmu Bokovka, což jej zařadilo mezi americké filmové hvězdy. Další úspěšnou roli vytvořil v boxerském snímku Cinderella Man z roku 2005, za níž byl nominován na Zlatý glóbus (vítěz), cenu BAFTA i Oscara. V roce 2008 vytvořil další výraznou postavu v televizním miniseriálu John Adams.
Zlatý glóbus pak podruhé získal v roce 2010 za roli v kanadském filmu Barney's Version.

## Filmografie, výběr
- 2023 Zimní prázdniny
- 2021 Expedice: Džungle
- 2015 Straight Outta Compton
- 2015 San Andreas
- 2011 Ironclad
- 2009 Dvojí hra
- 2007 Holka na hlídání
- 2007 Santa má bráchu
- 2006 Iluzionista
- 2006 Jestřáb umírá
- 2006 Mravenčí polepšovna
- 2006 Žena ve vodě
- 2005 Roboti
- 2005 Těžká váha
- 2004 Bokovka
- 2004 Chlípnost nade vše
- 2003 Chladnokrevně
- 2003 Můj svět
- 2003 Výplata
- 2002 Prďoši
- 2002 Velký tlustý lhář
- 2001 Planeta opic
- 2000 Agent v sukni
- 2000 Karaoke
- 1999 Muž na Měsíci
- 1998 Kasaři
- 1998 Vyjednavač
- 1998 Zachraňte vojína Ryana
- 1997 Krycí jméno Donnie Brasco
- 1997 Na vlastní pěst
- 1997 Pozor na Harryho
- 1997 Soukromé neřesti
- 1997 Svatba mého nejlepšího přítele
- 1996 Předtím a potom
- 1995 Mocná Afrodité
- 1995 Sabrina
- 1993 Policie New York (televizní seriál)
- 1993 Zločin v ulicích (televizní seriál)
- 1992 Úderem půlnoci
- 1990 Láska v Seattlu (televizní film)